# Orchestron
De Vako Orchestron is een toetsinstrument, dat geluid produceert door het elektrisch versterken van tevoren op een optische schijf opgenomen geluiden. Het is de professionele versie van de Mattel Optigan.

## Beschrijving
Het instrument werd in 1975 door voormalig Moogtechnicus Dave VanKoevering als concurrent van de mellotron op de markt gebracht en in plaats van magneetband (zoals bij de mellotron) werd een soort van langspeelplaat met een lichtbundel afgetast. De variaties in de lichtbundel werden elektrisch versterkt, hetzelfde principe als optisch geluid bij bioscoopfilm. Er waren slechts 8 geluiden beschikbaar: pijporgel, fluit, viool, koor, hammondorgel, hoorn, cello en saxofoon. Door de toetsen van het klavier in te drukken, werd een andere positie op de plaat met de lichtbundel afgetast, waardoor een andere toon hoorbaar werd.
De Orchestron was bij lange na niet zo'n succes als de mellotron, er zijn naar schatting 50 exemplaren gemaakt in diverse varianten. Als belangrijkste nadelen worden de hoge prijs (5000 US dollar), het beperkte frequentiebereik en de tikken en krassen zoals bij een gewone langspeelplaat genoemd. De productie heeft slechts enkele jaren geduurd en hoewel het instrument niet zo'n geweldige kwaliteit wordt toegeschreven, zijn de zeldzame nog bestaande exemplaren relatief veel geld waard.

## Muzikanten
Het instrument is onder andere gebruikt door Kraftwerk (op Radio-Activity en Trans-Europe Express) en Patrick Moraz (op Relayer van Yes).
De Zweedse Roth-Händle studio heeft een Orchestron in hun collectie. Juist het lo-fi-karakter van het apparaat (dezelfde sound als bijvoorbeeld in Kraftwerks Radio-Activity) wordt door sommige artiesten gezocht, zoals de Zweedse groep AK-Momo.